# Baie de Ngaliema
Pour les articles homonymes, voir Ngaliema (homonymie).

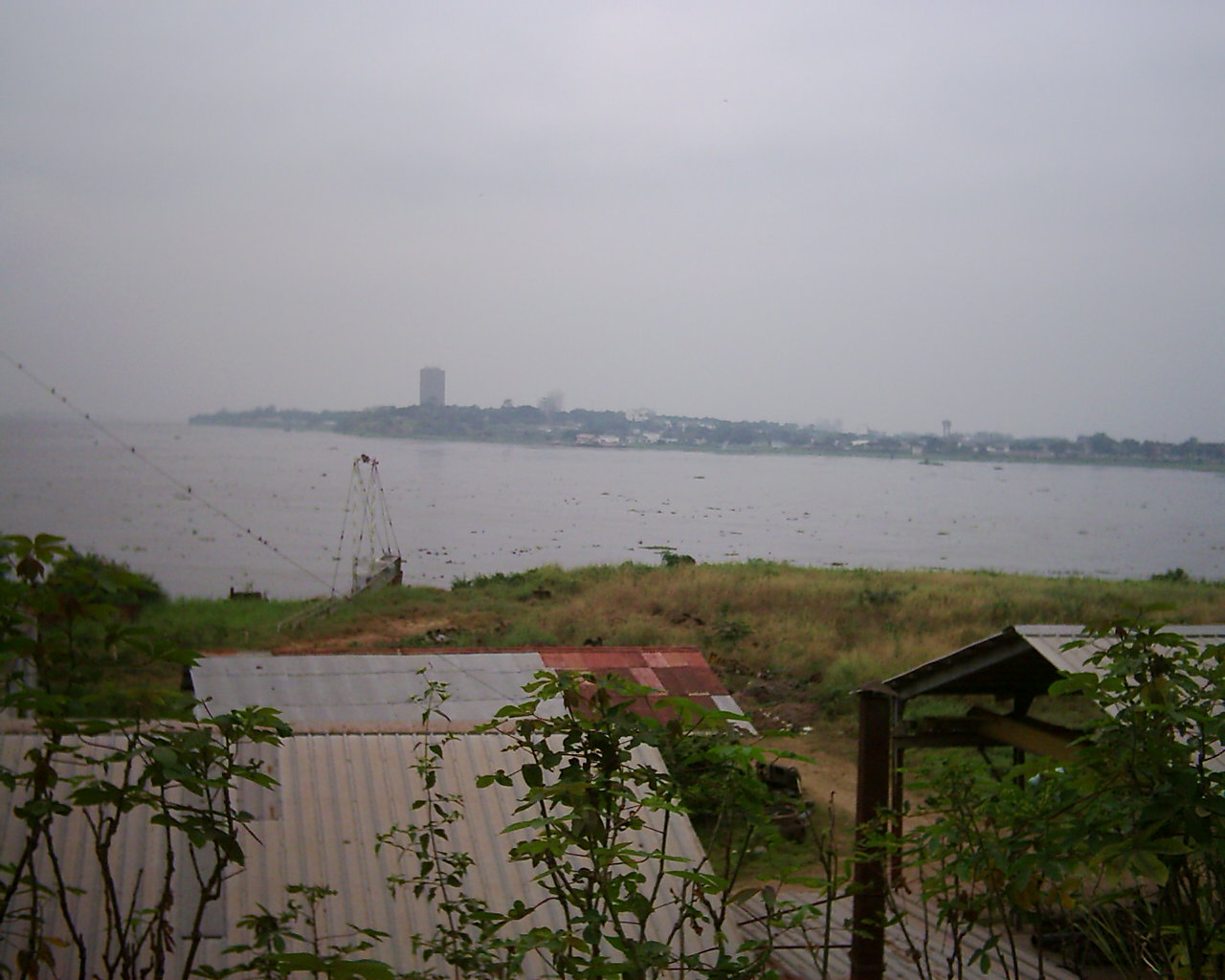
La baie de Ngaliema et Gombe, vus depuis Kintambo.

La baie de Ngaliema est une baie située sur la rive gauche du fleuve Congo, au nord-ouest de la ville de Kinshasa, au niveau de la commune de Kintambo. 
C'est à cet endroit, dernier abri avant les chutes Livingstone, que Henry Morton Stanley choisit d'établir en 1879 un comptoir qui lui permit d'explorer l'ensemble du bassin du Congo. Il lui donna le nom de Léopoldville, en l'honneur du commanditaire de l'expédition, le roi Léopold II de Belgique.
La baie servit de premier port à la ville, et ses rives accueillirent les premières implantations européennes. S'y jette la rivière Gombe. La baie doit son nom un chef de tribu local, Ngaliema Insi, avec lequel traita Stanley.
| \| Les 4 districts et les 24 communes de Kinshasa \| \| v · d · m \| |                    |           |
| District de la Lukunga District de la Funa District du Mont-Amba District de la Tshangu Brazzaville Fleuve Congo Pool Malebo M’Bamou Baie de Ngaliema Gombe Barumbu Kin. Ling. K.-V. Ng.-Ng. Kal. Banda- lungwa Kintambo Ngaliema Selembao Bumbu Makala Ngaba Lemba Limete Matete Kisenso Masina Ndjili Kimbanseke Nsele Mont-Ngafula Nsele Maluku |                    |           |
| abréviations : Kinshasa (Kin.), Kasa-Vubu (K.-V.), Lingwala (Ling.), Ngiri-Ngiri (Ng.-Ng.) |                    |           |
| Les 4 districts et les 24 communes de Kinshasa | Blason de Kinshasa | v · d · m |